# Une gosse sensass
Pour plus de détails, voir Fiche technique et Distribution.
Une gosse sensass est un film français réalisé par Robert Bibal et sorti en 1957.

## Synopsis
Pierre Leroy possède un garage qu'il parvient difficilement à gérer malgré l'aide d'un couple d'amis, Raymond et Annette. Les factures s'amoncellent et Leroy est au bord de la faillite. L'un de ses anciens copains de régiment, l'Américain Walter passe à Paris, celui-ci est propriétaire aux États-Unis d'une chaîne de magasins genre Prisunic. Il s'est trouvé une fiancée à Paris, mais doit s'absenter une quinzaine de jours et il craint que pendant ce temps sa fiancée lui soit infidèle. Étant tous deux imbibés de boisson à la suite d'une soirée passée ensemble, Leroy et Walter  font un pari fou, 10 millions contre l'un de ses magasins aux États-Unis que la fiancée restera fidèle. Avec l'aide de Raymond et d'Annette, Pierre Leroy va se débrouiller pour faire échouer tous les flirts entamées avec la jeune femme jusqu’au jour où c'est lui-même qui va tomber dans ses griffes. Il aura donc perdu son pari mais trouvé l'amour.

## Fiche technique
- Titre : Une gosse sensass
- Autre titre : Barbara est folle
- Réalisation : Robert Bibal
- Scénario : Pierre Gaurier
- Dialogues : Jacques Celhay
- Photographie : Pierre Dolley et Enzo Riccioni
- Son : Norbert Gernolle
- Décors : Maurice Pétri
- Montage : Jeannette Berton
- Musique : Charles Aznavour
- Sociétés de production : Cinéprodex - Les Films de Clairbois - Les Films du Dragon
- Pays de production :  France
- Durée : 88 minutes
- Date de sortie : 
  - France : 3 avril 1957

## Distribution
- Jean Bretonnière : Pierre Leroy
- Geneviève Kervine : Barbara Morrow
- Raymond Bussières : Raymond
- Annette Poivre : Annette
- Marcel Charvey : Christian Verdier
- Charles Aznavour : lui-même
- Robert Berri : le gérant de l'hôtel
- Chris Kersen : Walter Haig
- Jean Lara

## Édition
Le film est disponible en DVD dans une version restaurée éditée par René Chateau en 2011.

## Autour du film
Charles Aznavour interprète une chanson de Gilbert Bécaud : "C'est Merveilleux l'Amour".